# Calanthe pavairiensis
Calanthe pavairiensis är en orkidéart som beskrevs av Paul Ormerod. Calanthe pavairiensis ingår i släktet Calanthe och familjen orkidéer. Inga underarter finns listade i Catalogue of Life.